# Leo Castellucci
Leo Castellucci, né le 21 septembre 1926 à Forlì (Émilie-Romagne) et mort le 22 janvier 2017 dans la même ville, est un coureur cycliste italien, professionnel de 1948 à 1952.

## Palmarès
- 1946
  -  Champion d'Italie  sur route amateurs
- 1947
  - Bologne-Passo della Raticosa
  - Coppa Luigi Arcangeli
- 1948
  - 3e de la Coppa Bernocchi
- 1949
  - Trofeo Cirio
  - 3e du Tour de Toscane
- 1950
  - 2e étape du Tour des Dolomites
  - 2e de la Coppa Placci

## Résultats sur les grands tours

### Tour d'Italie
4 participations
- 1948 : 29e
- 1949 : abandon
- 1950 : 30e
- 1952 : 72e